# 1002 هـ
ألف واثنان 1002 هـ هي سنة في التقويم الهجري امتدت مقابلةً في التقويم الميلادي بين سنتي 1593 و1594.

## وفيات
- محمد جعفر بن محمد ميران

وفاة الشريف الشيخ سيدي أحمد العروسي الديباجي الحسيني بالساقية الحمراء يوم الأربعاء 16 صفر 1002 هـ